# Condado de Salvatierra de Álava

Escudo de Salvatierra de Álava, (provincia de Álava, País Vasco).

El Condado de Salvatierra de Álava es un título nobiliario español creado el 1 de diciembre de 1707 por el rey Felipe V a favor de Juan Francisco de Castilla-Portugal y de la Cámara y Santander, Virrey de Flandes, descendiente de las casas reales de Castilla, Portugal e Inglaterra.
El título debió heredarlo por derecho propio su hijo Manuel Antonio Pablo de Castilla y Portugal, quien fue gobernador y capitán general de la provincia de Honduras en 1741.  Su hija María Tomasa de Castilla y Portugal se unió a José Agustín de Arrivillaga y Montufar 5 señor del mayorazgo de Arrivillaga, donde quedó su descendencia unida al mayorazgo de Arribillaga (Arrivillaga) en Guatemala.
Puesto que ninguno de sus descendientes hizo valer sus derechos durante la independencia de las provincias centro americanas el título quedó en suspenso.  
Fue rehabilitado años más tarde en 1920 por María de los Dolores Gómez-Medeviela y Pocurull, con motivo del asesinato de su marido, gobernador civil de Barcelona, Francisco Maestre y Laborde-Boix en 1920.  Ella se convirtió en la segunda condesa, a quién se le otorgó también la Grandeza de España el 26 de julio de 1921.  
Su denominación hace referencia a la localidad de Salvatierra (Álava) en el país vasco.

## Condes de Salvatierra de Álava
|                                 | Titular                                            | Periodo               |
| Creación por Felipe V           | Creación por Felipe V                              | Creación por Felipe V |
| ------------------------------- | -------------------------------------------------- | --------------------- |
| I                               | Juan Francisco de Castilla-Portugal y de la Cámara | 1707-                 |
| Rehabilitación por Alfonso XIII |                                                    |                       |
| II                              | María de los Dolores Gómez-Medeviela y Pocurrull   | 1920- ?               |
| III                             | Francisco Maestre y Gómez-Medeviela                | ? -1985               |
| IV                              | María Elena Gómez-Medeviela y Carbonell            | 1985-1993             |
| V                               | María Elena Barber y Gómez-Medeviela               | 1993-actual titular   |

## Historia de los condes de Salvatierra de Álava
- Juan Francisco de Castilla-Portugal y de la Cámara (1657. ? ), I conde de Salvatierra de Álava[2]

1. Casó con Juana Francisca de Álava Tenorio y Olave.

Rehabilitación en 1920 por:
- María de los Dolores Gómez-Medeviela y Pocurrull (1882-.), II condesa de Salvatierra de Álava.

1. Casó con Francisco Maestre y Laborde-Boix, alcalde de Valencia, gobernador civil de Cádiz, Sevilla y Barcelona. Le sucedió, en 1978, por cesión, su hijo:

- Francisco Maestre y Gómez-Medeviela (1904-.), III conde de Salvatierra de Álava.

1. Casó con Gracia de Roda de Casinello. Sin descendientes. Le sucedió, en 1985, la hija de su tío, hermano de su madre, Antonio Gómez-Medeviela y Pocurrull, que había casado con María de los Ángeles Carbonell y de la Cuadra, por tanto su prima hermana:

- María Elena Gómez-Medeviela y Carbonell (1917-.), IV condesa de Salvatierra de Álava, VI marquesa de Alenquer.

1. Casó con José María Barber y Campoy. Le sucedió su hija:

- María Elena Barber y Gómez-Medeviela (1943-.),  V condesa de Salvatierra de Álava.

1. Casó con Manuel Cabedo y Núñez de Cela